# Мухаммад VIII аль-Мутамассик
Абу́ ’Абдулла́х Мухаммад VIII ибн Ю́суф (араб. أبو عبد الله محمد بن يوسف‎), по прозвищу аль-Мутамассик (араб. المتمسك‎ — самоотверженный); (1409, ? — 1431, Салобрения) — эмир Гранады с 1417 по 1419 год и с 1427 по 1429 год из династии Насридов.

## Биография
Сын Юсуфа III. После отстранения от власти его отца 8-летнего Мухаммада VIII провозгласили эмиром. Власть сосредоточилась в руках придворного Али аль-Амина. В 1419 году совершён переворот, Бану Серрай из рода Абенсерагов свергает десятилетнего Мухаммада VIII, и ставят на его место Мухаммада IX, внука Мухаммада V. Абенсераги расставляют свои гарнизоны в Гуадисе и Ильоре под видом отражения кастильских нападений, а на самом деле для противостояния Ридвану Баннигасу, стороннику Мухаммада VIII.
В 1427 году Мухаммад VIII возвращает себе трон. Но через 2 года Бану Серрахи повторно ставит на трон Мухаммада IX, а Мухаммада VIII заключают в тюрьму в Салобренье, где он будет убит в 1431 году из-за опасений гранадского эмира.